# Emilio Sicars y de Palau
Emilio Sicars y de Palau (Gerona, 17 de julio de 1841 - Barcelona, 8 de octubre de 1913) fue un abogado y político español.

## Biografía
Era hijo de Narciso Sicars y Lligoña (1801-1878), alcalde de Gerona en 1841, y diputado a Cortes por Gerona en dos ocasiones: en 1840 y en el período 1844-1846.
Tras la revolución de 1868, se adhirió al carlismo. Según Arturo Masriera, el marqués de Dou fue uno de los «próceres de la rancia nobleza catalana» que se adhirieron a esta causa después el destronamiento de Isabel II, junto con otros como Erasmo de Janer, el barón de Vilagayá, el marqués de Dou, el barón de Esponellá, Ramón de Valls, el duque de Solferino, etc.
Fue elegido diputado a Cortes en las elecciones de 1871 por la circunscripción de Gerona y fue también candidato carlista en las elecciones generales de 1872 y 1891 por Gerona.
Entre 1907 y 1910 fue senador del Reino por la circunscripción de Barcelona por la lista de la Solidaridad Catalana, coalición en la que se presentaban en una misma candidatura los carlistas, la Lliga Regionalista y otros.
Casó el 26 de junio de 1873 con Carmen Salvadó y Minguell (n.1852).
Fue padre de Narciso Sicars y Salvadó (†1918),  I marqués de San Antonio, doctor en Derecho y en Filosofía y Letras, escritor católico y adaptador al catalán de obras de teatro.